# Prix des Deux Magots
El Prix des Deux Magots és un premi literari francès creat el 1933, el mateix dia que el premi Goncourt va ser atorgat a André Malraux, a la terrassa del cafè Les Deux Magots. Es concedeix anualment, el darrer dimarts de gener, per un jurat format per una dotzena de persones del món literari.
El nom deriva de l'encara existent cafeteria parisenca "Les Deux Magots", que va començar com a botiga de draperies el 1813, agafant el seu nom d'un joc popular del temps, "Les dues figurines de la Xina". El lloc va albergar un comerciant de vi en el segle xix i, el 1914, fou reformat a una cafeteria.

## Guanyadors
- 1933: Raymond Queneau Le Chiendent
- 1934: Georges Ribemont-Dessaignes Monsieur Jean ou l'Amour absolu
- 1935: Jacques Baron Charbon de Mer
- 1936: Michel Matveev Étrange Famille
- 1937: Georges Pillement Plaisir d'Amour
- 1938: Pierre Jean Launay Léonie la Bienheureuse
- 1941: J.M. Aimot Nos mitrailleuses n'ont pas tiré
- 1942: Olivier Séchan Les Corps ont soif
- 1944: Jean Milo L'Esprit de famille
- 1946: Jean Loubes Le Regret de Paris
- 1947: Paule Malardot L'Amour aux deux visages
- 1948: Yves Malartic Au Pays du Bon Dieu
- 1949: Christian Coffinet Autour de Chérubine
- 1950: Antoine Blondin L'Europe buissonnière
- 1951: Jean Masarès Le Pélican dans le désert
- 1952: René-Jean Clot Le Poil de la Bête
- 1953: Albert Simonin Touchez pas au grisbi
- 1954: Claude Cariguel S
- 1955: Pauline Réage Histoire d'O
- 1956: René Hardy Amère Victoire
- 1957: Willy de Spens Grain de Beauté
- 1958: Michel Cournot Le Premier Spectateur
- 1959: Henri-François Rey La Fête Espagnole
- 1960: Bernard-G. Landry Aide-mémoire pour Cécile
- 1961: Bernard Jourdan Saint-Picoussin
- 1962: Loys Masson Le notaire des noirs
- 1963: Jean Gilbert L'Enfant et le Harnais
- 1964: Clément Lépidis La Rose de Büyükada
- 1965: Fernand Pouillon Les Pierres sauvages
- 1966: Michel Bataille Une Pyramide sur la mer
- 1967: Solange Fasquelle L'Air de Venise
- 1968: Guy Sajer Le soldat oublié
- 1969: Elvire de Brissac A Pleur-Joie
- 1970: Roland Topor Joko fête son anniversaire
- 1971: Bernard Frank Un siècle débordé
- 1972: Alain Chedanne Shit, Man
- 1973: Michel del Castillo Le Vent de la nuit
- 1974: André Hardellet Les Chasseurs Deux
- 1975: Geneviève Dormann Le Bateau du courrier
- 1976: François Coupry Mille pattes sans tête
- 1977: Inès Cagnati Génie la folle
- 1978: Sébastien Japrisot L'Eté meurtrier
- 1979: Catherine Rihoit  Le bal des débutantes
- 1980: Roger Garaudy L'appel des vivants
- 1981: Raymond Abellio Sol Invictus
- 1982: François Weyergans Macaire le Copte
- 1983: Michel Haas La dernière mise à mort
- 1984: Jean Vautrin Patchwork
- 1985: Arthur Silent Mémoires minuscules
- 1986: Éric Deschodt Eugénie les larmes aux yeux and Michel Breitman Témoin de poussière
- 1987: Gilles Lapouge La bataille de Wagram
- 1988: Henri Anger  La mille et unième rue
- 1989: Marc Lambron L'impromptu de Madrid
- 1990: Olivier Frébourg Roger Nimier
- 1991: Jean-Jacques Pauvert Sade
- 1992: Bruno Racine Au péril de la mer
- 1993: Christian Bobin Le Très-Bas
- 1994: Christophe Bataille Annam
- 1995: Pierre Charras Monsieur Henry
- 1996: Eric Neuhoff Barbe à Papa
- 1997: Ève de Castro Nous serons comme des Dieux
- 1998: Daniel Rondeau Alexandrie and Éric Faye Je suis le gardien du phare
- 1999: Marc Dugain La Chambre des officiers
- 2000: Philippe Hermann La vraie joie
- 2001: François Bizot Le Portail
- 2002: Jean-Luc Coatalem Je suis dans les mers du Sud
- 2003: Michka Assayas Exhibition
- 2004: Adrien Goetz La Dormeuse de Naples
- 2005: Gérard Oberlé Retour à Zornhof
- 2006: Jean-Claude Pirotte Une adolescence en Gueldre
- 2007: Stéphane Audeguy Fils unique
- 2008: Dominique Barbéris, Quelque chose à cacher
- 2009: Bruno de Cessole, L'heure de la fermeture dans les jardins d'Occident
- 2010: Bernard Chapuis, Le Rêve entouré d'eau
- 2011: Anthony Palou, Fruits & légumes
- 2012: Michel Crépu, Le Souvenir du monde
- 2013: Pauline Dreyfus, Immortel, enfin
- 2014: Étienne de Montety,La Route du salut
- 2015: Serge Joncour, L'Écrivain national
- 2016: Pierre Adrian, La Piste Pasolini
- 2017: Kéthévane Davrichewy, L'Autre Joseph (fr)